# Luftwaffenstützpunkt Starokostjantyniw

i7
i11
i13
Der Luftwaffenstützpunkt Starokostjantyniw (ukrainisch Старокостянтинів (авіабаза), ICAO-Code: UKLS) ist ein Stützpunkt in der Nähe der Stadt Starokostjantyniw in der Oblast Chmelnyzkyj in der Ukraine.

## Geschichte
Der Luftwaffenstützpunkt Starokostjantyniw ist der Heimatstützpunkt der 7. Taktischen Fliegerbrigade der ukrainischen Luftstreitkräfte. Die Brigade fliegt unter anderem Su-24M-Kampfflugzeuge.
Während des Kalten Krieges befand sich auf dem Luftwaffenstützpunkt auch das 85. Jagdfliegerregiment der Sowjetarmee.
Dieser Stützpunkt wurde von den russischen Streitkräften während des Russisch-Ukrainischen Krieges seit 2022 wiederholt angegriffen.